# Conus deluvianus
Conus deluvianus é uma espécie de gastrópode do gênero Conus, pertencente a família Conidae.